# Campeonato de Francia de Rugby 15 1930-31
El Campeonato de Francia de Rugby 15 1930-31 fue la 35.ª edición del Campeonato francés de rugby, la principal competencia del rugby galo.
El campeón del torneo fue el equipo de RC Toulon quienes obtuvieron su primer campeonato.

## Desarrollo

### Segunda Fase
| Equipo              | Puntos   |
| ------------------- | -------- |
| Toulon              | 6 puntos |
| Arlequins Perpignan | 4 puntos |
| Auch                | 2 puntos |

| Equipo                | Puntos   |
| --------------------- | -------- |
| Lyon OU               | 6 puntos |
| CA Villeneuve-sur-Lot | 4 puntos |
| AS Bayonne            | 2 puntos |

| Equipo       | Puntos   |
| ------------ | -------- |
| Agen         | 6 puntos |
| TOEC         | 3 puntos |
| Coarraze-Nay | 3 puntos |

| Equipo      | Puntos   |
| ----------- | -------- |
| Racing      | 6 puntos |
| Périgueux   | 4 puntos |
| AS Soustons | 2 puntos |

| Equipo          | Puntos   |
| --------------- | -------- |
| Boucau Stade    | 5 puntos |
| Bordeaux Begles | 5 puntos |
| Béziers         | 2 puntos |

| Equipo      | Puntos   |
| ----------- | -------- |
| Montferrand | 5 puntos |
| FC Lézignan | 5 puntos |
| US Thuir    | 2 puntos |

| Equipo    | Puntos   |
| --------- | -------- |
| Narbonne  | 6 puntos |
| CS Vienne | 4 puntos |
| Albi      | 2 puntos |

| Equipo     | Puntos   |
| ---------- | -------- |
| US Quillan | 4 puntos |
| Dax        | 4 puntos |
| Montauban  | 4 puntos |

### Cuartos de final
| abril de 1931 | Toulon | 6 - 4 | Montferrand |  |  |

| abril de 1931 | Narbonne | 6 - 0 | Boucau Stade |  |  |

| abril de 1931 | Lyon OU | 7 - 6 | Racing Club |  |  |

| abril de 1931 | US Quillan | 0 - 25 | Agen |  |  |

### Semifinal
| mayo de 1931 | Toulon | 9 - 0 | Narbonne |  |  |

| mayo de 1931 | Lyon OU | 11 - 8 | Agen |  |  |

### Final
| 10 de mayo de 1931 | RC Toulon | 6 - 3   | Lyon Olympique | Parc Lescure, Bordeaux |  |
|                    |           | Reporte |                |                        |  |

| Bandera de Francia |
| Campeón RC Toulon  |
| Primer título      |